# Rackspace

Логотип компанії

Rackspace US, Inc. (NYSE: RAX) хостинг-провайдер, який розташований в Сан-Антоніо, Техас. Компанія також має офіси в Австралії, Великій Британії, Нідерландах та Гонконзі, та дата-центри в Техасі, Іллінойсі, Вірджинії, Великій Британії та Гонконзі на кінець 2008 року.
Клієнтами компанії є 40 % учасників Fortune 100. У 2011 році компанія потрапила в рейтинг 100 найкращих місць для роботи за версією журналу Fortune. Британське відділення Rackspace також відмічене серед найкращих роботодавців за версією The Sunday Times в 2007, 2008, 2009, 2010 та 2011 роках. Внесено також в топ-50 роботодавців Великої Британії за версією Financial Times.

## Придбання
13 вересня 2007 року Rackspace оголосила про придбання постачальника послуг хостингу електронної пошти Webmail.us, що базується в Блексбурзі, штат Вірджинія.
22 жовтня 2008 року Rackspace оголосила про придбання постачальника хмарних сховищ Jungle Disk і постачальника VPS SliceHost.
16 лютого 2012 року Rackspace придбала SharePoint911, консалтингову компанію Microsoft SharePoint, розташовану в Цинциннаті, Огайо.
25 травня 2017 року Rackspace оголосила про угоду про придбання TriCore Solutions.
11 вересня 2017 року Rackspace оголосила про плани придбати Datapipe.
17 вересня 2018 року Rackspace оголосила про придбання RelationEdge.
4 листопада 2019 року Rackspace оголосила про плани придбати Onica.
Інші придбання включають Cloudkick, Anso Labs, Mailgun, ObjectRocket, Exceptional Cloud Services та ZeroVM.
18 січня 2022 року Rackspace оголосила про придбання компанії Just Analytics із штаб-квартирою в Сінгапурі, що займається хмарними даними, аналітикою та штучним інтелектом.

## Зноски
1. ↑  Macmanus, Richard (October 2007). Rackspace Acquires JungleDisk, Slicehost To Take On Amazon Services. ReadWriteWeb. Процитовано 1 жовтня 2007.
2. ↑  Kincaid, Jason (22 жовтня 2008). Webmail.us Acquired by Rackspace – Subscription Model Does Work. TechCrunch. Процитовано 19 березня 2019.
3. ↑  Gage, Deborah (16 лютого 2012). Rackspace Buys Up SharePoint911 To Gird For Cloud Fight. Wall Street Journal.
4. ↑  Rackspace Announces Agreement to Acquire TriCore Solutions. Rackspace.
5. ↑  Rackspace Announces Agreement to Acquire Datapipe. Rackspace. Архів оригіналу за 26 листопада 2018. Процитовано 19 лютого 2024. [Архівовано 2018-11-26 у Wayback Machine.]
6. ↑  Rackspace Acquires RelationEdge to Broaden Application Services. Rackspace. Архів оригіналу за 15 квітня 2019. Процитовано 19 лютого 2024. [Архівовано 2019-04-15 у Wayback Machine.]
7. ↑  Rackspace to Acquire Onica a Cloud Native Consulting and Managed Services Company (Пресреліз). GlobeNewsWire. 4 листопада 2019.
8. ↑  Rackspace to Improve Cloud-Based Email Services by Acquiring Mailgun Inc. Архів оригіналу за 20 червня 2021. Процитовано 19 лютого 2024. [Архівовано 2021-06-20 у Wayback Machine.]
9. ↑  ObjectRocket Acquired by Rackspace. Архів оригіналу за 20 червня 2021. Процитовано 19 лютого 2024. [Архівовано 2021-06-20 у Wayback Machine.]
10. ↑  Rackspace fortifies APAC footprint with new acquisition. IT PRO (англ.). 19 січня 2022. Процитовано 19 січня 2022.
11. ↑  Rackspace Technology, Inc. | Rackspace Technology to Acquire Just Analytics, a Leading Provider of Cloud-based Data, Analytics, and Artificial Intelligence Services. ir.rackspace.com (англ.). Процитовано 19 січня 2022.